# Liptenara
Liptenara là một chi bướm ngày thuộc họ Lycaenidae.